# Matej Ninoslav
Matej Ninoslav lub Mateusz Ninosław – ban Bośni od 1232 do 1253 roku. Po wycofaniu Węgrów Ninoslav uzyskał władzę nad większością Bośni, jego następcą był jego kuzyn Prijezda I.
Matej Ninoslav sprzeciwiał się bogomilom, popierał Węgrów i był wiernym katolikiem.